# Muldergate-Affäre
Die Muldergate-Affäre, auch als Rhoodiegate-Affäre oder Informationsskandal bezeichnet, war eine politische Affäre in Südafrika in der Zeit von 1977 bis 1979, die nach Cornelius Petrus Mulder benannt war, dem damaligen Informationsminister in der Regierung von Premierminister Balthazar Johannes Vorster. Sie resultierte aus dem Bekanntwerden von Versuchen der südafrikanischen Regierung, ab 1973 mit erheblichem finanziellem Aufwand die öffentliche Meinung über die Apartheid im In- und Ausland durch eine Reihe verdeckter Propagandamaßnahmen gezielt zu beeinflussen. Die Affäre, die gelegentlich auch als „Südafrikas Watergate“ bezeichnet wird, beendete in der Nationalen Partei die Karriere von Mulder, der zuvor als einer der aussichtsreichsten Anwärter auf die Nachfolge von Vorster gegolten hatte. Darüber hinaus führte sie zum Aufstieg von Pieter Willem Botha, der 1978 Vorster im Amt des Premierministers ablöste.

## Hintergrund
Hintergrund der Muldergate-Affäre waren Versuche der südafrikanischen Regierung, die öffentliche Meinung über die Apartheid sowohl im Inland, wo sie vor allem der englischsprachigen Presse eine Kampagne durch die Verbreitung negativer und die Unterdrückung positiver Nachrichten unterstellte, als insbesondere auch im Ausland gezielt zu beeinflussen. Premierminister Balthazar Johannes Vorster stimmte zu diesem Zweck im Dezember 1973 einem Plan von Informationsminister Cornelius Petrus Mulder zu, der die Bereitstellung von 64 Millionen Südafrikanischen Rand aus dem Verteidigungshaushalt für verschiedene verdeckte Propagandaprojekte vorgeschlagen hatte.
Zu den Vorhaben zählten beispielsweise Bestechungszahlungen an internationale Nachrichten- und Presseagenturen, der Erwerb der Tageszeitung Washington Star in den Vereinigten Staaten, die finanzielle Unterstützung des englischsprachigen Nachrichtenmagazins To the Point sowie die Etablierung einer regierungsfreundlichen englischsprachigen Tageszeitung in Südafrika mit dem Titel The Citizen, insbesondere als Gegengewicht zur einflussreichen Zeitung Rand Daily Mail. Die Umsetzung erfolgte trotz Protests des damaligen Verteidigungsministers Pieter Willem Botha. Eine zentrale Rolle spielte dabei Eschel Rhoodie, der von 1972 bis 1977 Staatssekretär im Informationsministerium war.

## Aufdeckung und Folgen
Mervyn Rees und Chris Day, zwei Journalisten des Rand Daily Mail, deckten 1977 die Aktivitäten des Informationsministeriums nach Hinweisen aus einer anonymen Quelle auf. Nach der ersten Veröffentlichung führte das Bekanntwerden weiterer Details zur Einsetzung eines parlamentarischen Ausschusses zur Untersuchung der Finanzgeschäfte des Ministeriums, der 1978 schwerwiegende Unregelmäßigkeiten feststellte. In der Folge musste Mulder, der neben dem Informationsministerium auch das Amt des Ministers für Eingeborenen-Verwaltung und -Entwicklung innehatte, die Zuständigkeit für den Bereich Information an Außenminister Pik Botha abgeben. Er unterlag darüber hinaus in den Wahlen um die Führung der Nationalen Partei seinem innerparteilichen Konkurrenten Pieter Willem Botha. Dieser übernahm 1978 auch das Amt des Premierministers von Balthazar Johannes Vorster, der anschließend die weitestgehend repräsentative und einflusslose Position des Staatspräsidenten innehatte.
Von dieser trat er jedoch bereits ein Jahr später zurück, nachdem durch die Untersuchungsergebnisse einer von Botha eingesetzten Kommission sein Mitwissen und seine Zustimmung zu den Aktivitäten des Informationsministeriums in vollem Umfang bekannt geworden waren. Infolge des Kommissionsberichts wurde darüber hinaus Cornelius Petrus Mulder 1979 aus der Nationalen Partei ausgeschlossen, woraufhin er auch seine verbliebenen politischen Ämter niederlegte. Acht Jahre später errang er für die Konserwatiewe Party, die sich nach ihrer Gründung 1982 zur führenden Oppositionspartei des Landes entwickelt hatte, im Mai 1987 erneut ein Parlamentsmandat. Er starb jedoch krankheitsbedingt rund sieben Monate nach der Wahl. Eschel Rhoodie wurde nach zwischenzeitlicher Flucht nach Frankreich im Oktober 1979 wegen Betrugs zunächst zu sechs Jahren Haft verurteilt, im Berufungsverfahren jedoch freigesprochen. Er wanderte 1982 in die Vereinigten Staaten aus, wo er 1993 starb.
Neben ihren politischen Folgen führte die Muldergate-Affäre zur Verabschiedung von Regelungen, denen zufolge Zeitungen in Südafrika die Genehmigung des Generalstaatsanwaltes einholen mussten, bevor sie Korruption durch Regierungsinstitutionen oder staatliche Behörden öffentlich bekannt machen durften. Eine weitere Folge war, dass auch Teile der afrikaanssprachigen Presse des Landes ihre zuvor regierungstreue Berichterstattung aufgaben und in den folgenden Jahren eine zunehmend kritische Haltung einnahmen. Die politisch gewünschte Neuausrichtung des Pressesektors ergab sich aus den Empfehlungen der Steyn-Kommission.